# Zirak
Zirak es una confederación tribal de los pastunes durrani (antiguamente denominados abdali), que se encuentran en las actuales Afganistán y Pakistán.
Su historia proviene de cuando se supone que los heftalitas podrían haber participado en el origen de los afganos ya que la tribu abdali era una de las grandes tribus que ha vivido allí durante siglos. El cambio de nombre de los abdali a durrani ocurrió en 1747, cuando los descendientes de los sadozai rama "Zirak" de esta tribu, Ahmad Shah Abdali, se convirtió en el sah del Afganistán moderno.

## Tribus de la confederación
Entre las tribus que forman parte de la confederación se encuentran:
- Popalzai
- Achakzai
- Alikozai
- Barakzai
- Mastay